# Praia de Geremias

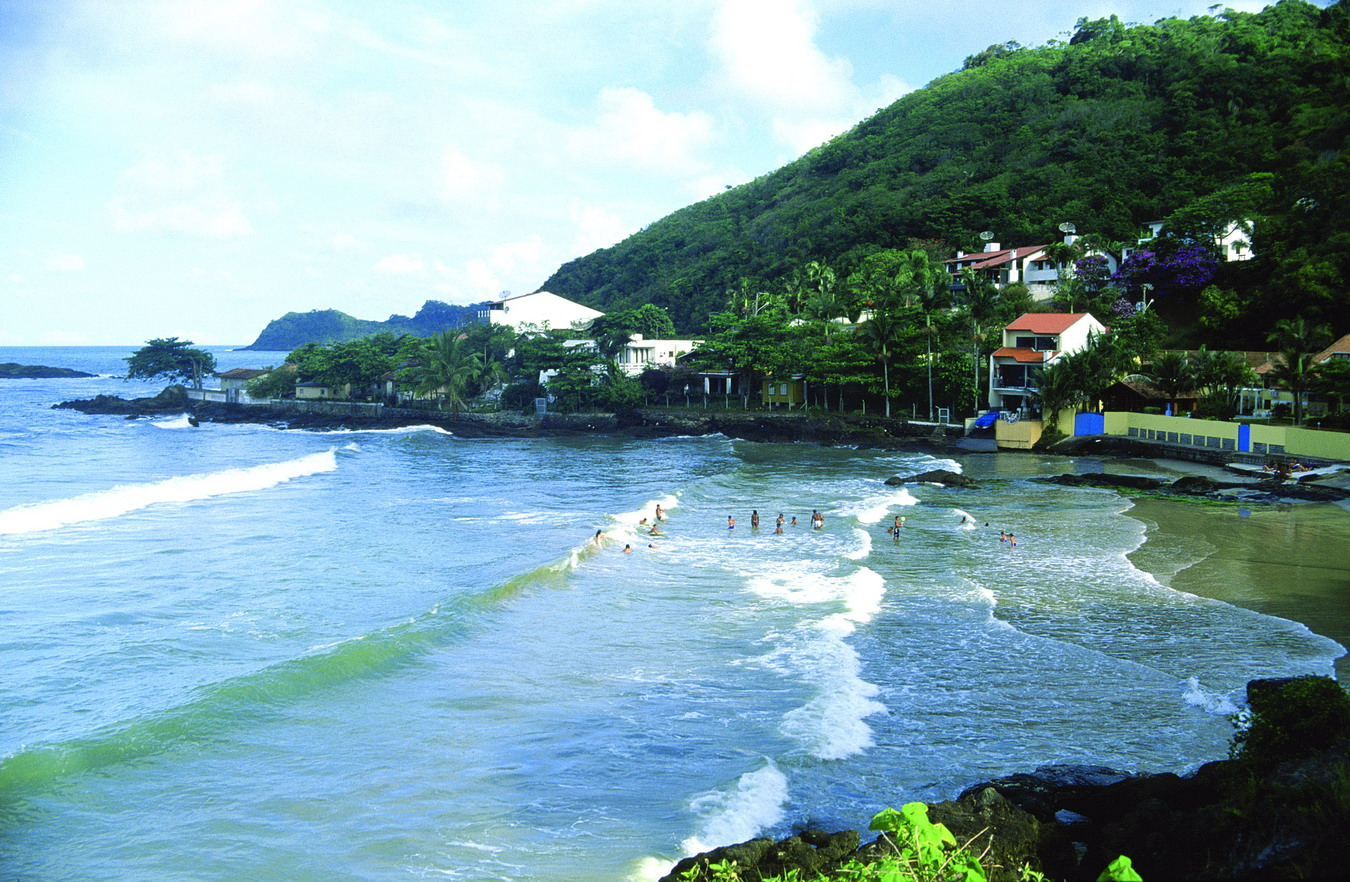
Praia de Geremias

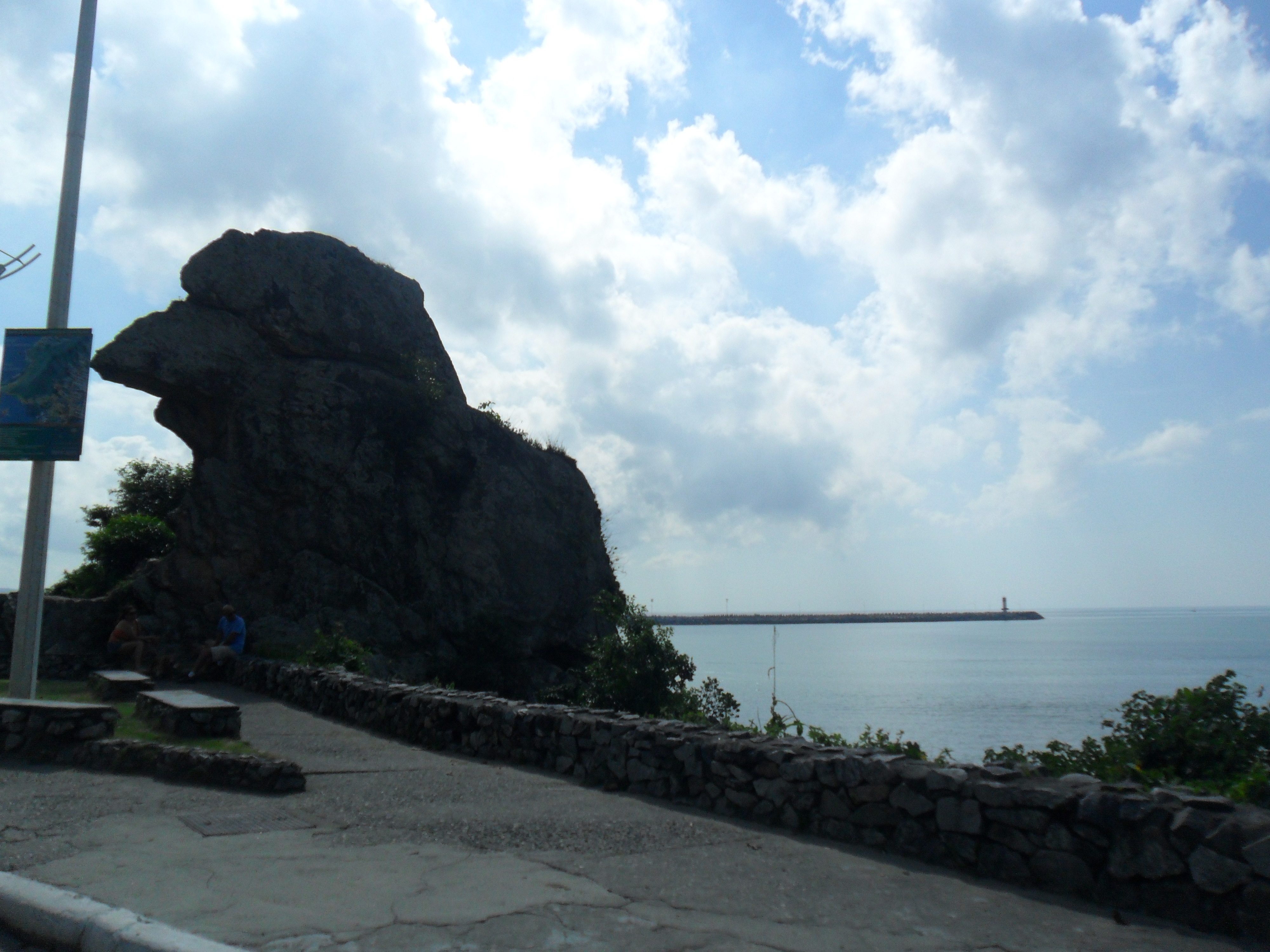
Vista do "Bico do Papagaio", localizado na Praia do Geremias.

A Praia de Geremias é uma praia localizada na cidade de Itajaí, no estado brasileiro de Santa Catarina. Por ter uma curta extensão, aproximadamente 200 metros, a praia não é um atrativo forte do turismo na cidade, porém é frequentada por famílias e alto número de crianças. No final da mesma, há o cartão-postal da cidade conhecido como "Bico do Papagaio".